# Colaj (artă)

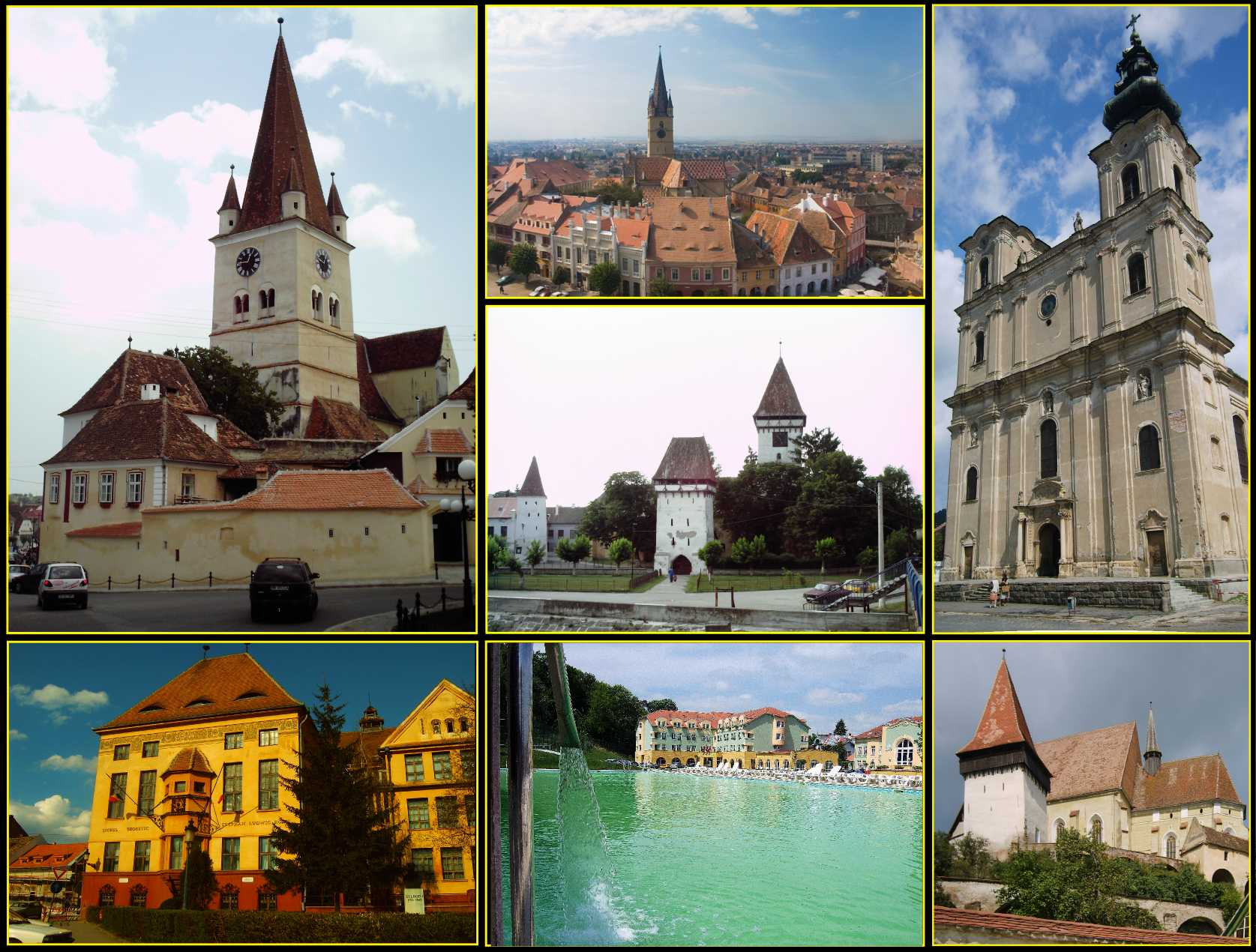
Colaj Județul Sibiu

Colajul este un procedeu în arta modernă care constă în compunerea unui tablou prin lipirea unor elemente eterogene, în scopul obținerii unui efect de ansamblu; (prin extindere) tablou realizat prin acest procedeu.

## Etimologie
Termenul românesc colaj provine din cuvântul francez collage (pronunție în franceză [kɔ.laːʒ]), cu același înțeles ca și în limba română. La rândul său, acest termen francez este un derivat al cuvântului francez colle: „lipici”, prin intermediul cuvântului coller: „a lipi”. Cuvântul colle a fost moștenit din latina vulgară: *colla, care a fost împrumut din greaca veche: kolla.

## Galerie

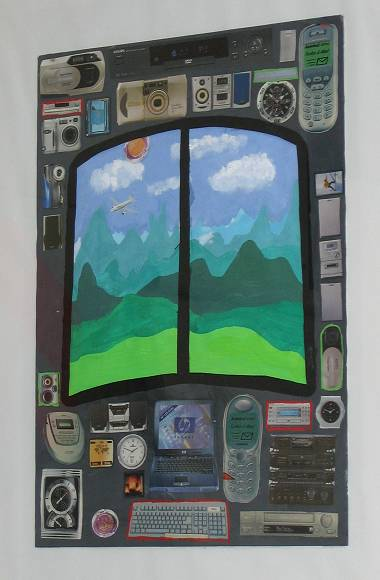
Colaj de imagini.
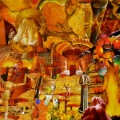
În Vinasse Very Tôt, Colaj, 2011.
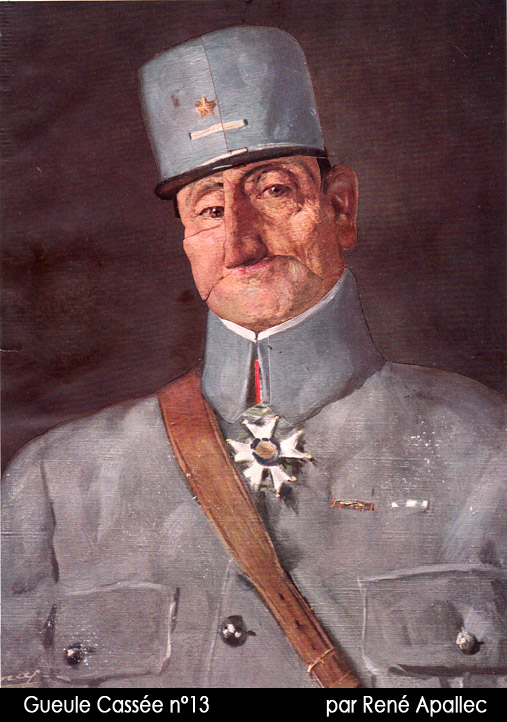
Gueule Cassée - Colaj de René Apallec.
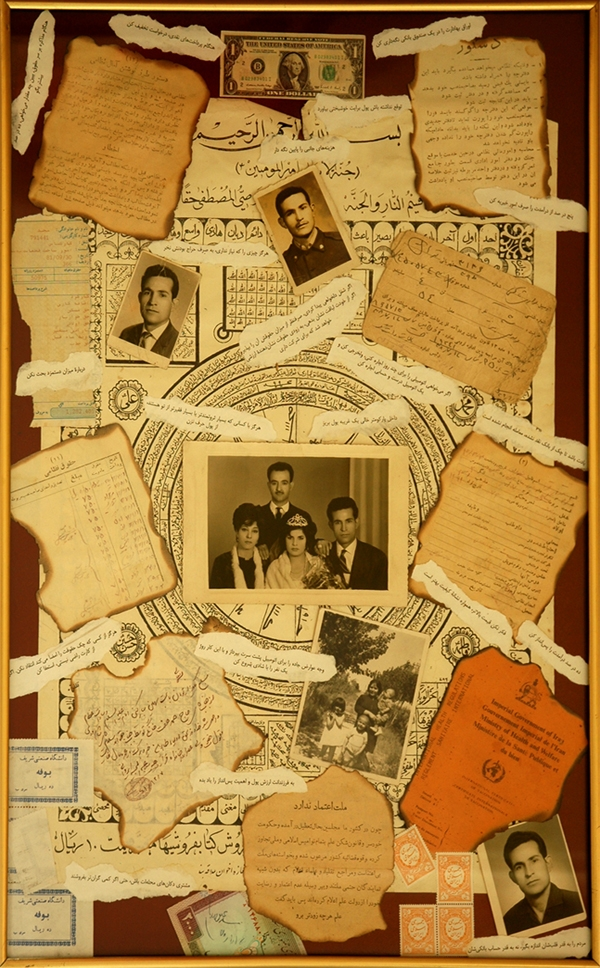
Colaj de Majid Farahani
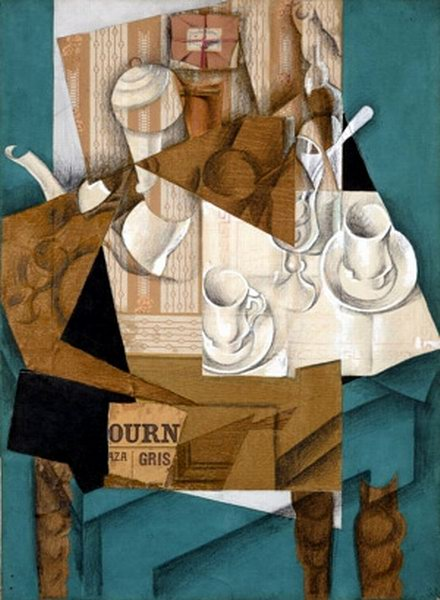
Juan Gris, Micul dejun, 1914.
Colaj intitulat „Drache überm Eisberg” (Balaur deasupra unui aisberg), autor Christian Morgenstern (1871-1914)